# Elizabeth Eastlake
Pour les articles homonymes, voir Eastlake et Rigby.
Elizabeth Eastlake, née Elizabeth Rigby (Norwich, 1809 — 1893), est une auteure, critique d'art et historienne de l'art féministe britannique.
Contributrice régulière de The Quarterly Review et traductrice d'importants ouvrages d'histoire de l'art allemand, elle est connue non seulement pour ses écrits mais aussi pour son rôle important dans le monde de l'art londonien.

## Biographie

### Jeunesse, formation et débuts
Elizabeth Rigby naît à Norwich le 17 novembre 1809, dans la grande famille d'Edward (en) (1747-1821) et Anne Rigby, née Palgrave (1777-1872). Son père, médecin et érudit classique, et sa mère l'ont incluse dans leur vie sociale et leur conversation avec des citoyens et des intellectuels éminents.

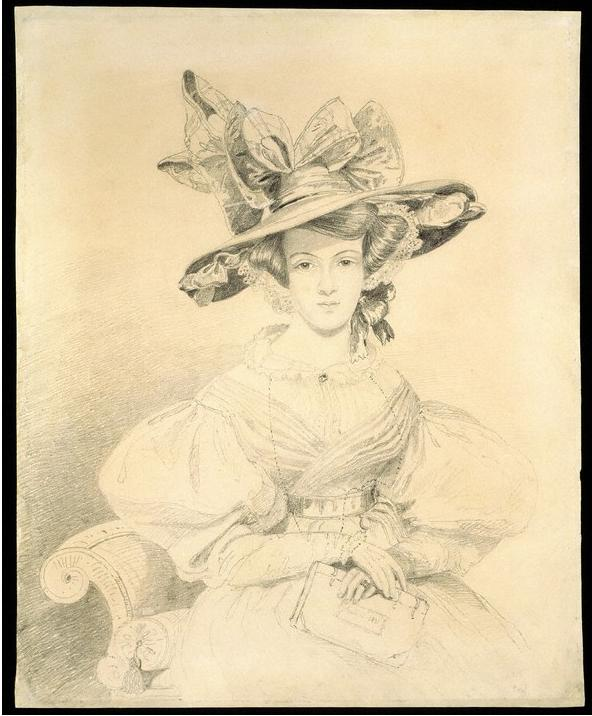
Portrait of a Woman, dessin d'Elizabeth Rigby (1831, Victoria and Albert Museum).

Elle reçoit une éducation privée où elle étudie les sciences et les arts et apprend le français et l'italien. Après la mort de son père alors qu'elle n'a que douze ans, elle réoriente ses études elle-même. Elizabeth aime le dessin depuis son plus jeune âge et continue d'étudier l'art jusqu'à l'âge de vingt ans, lorsqu'elle apprend à dessiner et à graver avec l'artiste Edward Thomas Daniell. 
Touchée par la fièvre typhoïde en 1827, elle est envoyée en convalescence en Allemagne et en Suisse. Elle y reste deux ans, apprend l'allemand et commence une carrière de publication avec une traduction de l'essai de Johann David Passavant sur l'art anglais, Kunstreise durch England und Belgien (1833). Elle rentre en Angleterre pour étudier au British Museum et à la National Gallery dans l'espoir de devenir peintre.
Un second voyage en Allemagne en 1835 aboutit à un article sur Goethe. Elle publie l'année suivante Tour of a German Artist in England. Après s'être rendue en Russie et en Estonie pour rendre visite à une sœur mariée, elle publie des lettres et son livre de voyage A Residence on the Shores of the Baltic (1841), ce qui l'amène à être invitée à écrire pour The Quarterly Review par le rédacteur en chef, John Gibson Lockhart : elle y publie son premier article en 1842 et continuera régulièrement à le faire par la suite.

### Carrière et vie sociale active

Elizabeth Rigby photographiée en 1844 par David Octavius Hill.

En 1842, la veuve Anne Rigby s'installe avec ses filles à Édimbourg, où la carrière littéraire d'Elizabeth fait son entrée dans un cercle social intellectuel comprenant des personnalités de premier plan telles que Lord Jeffrey, John Murray (en) — éditeur de nombreuses monographies d'art — ainsi que sa famille, J. M. W. Turner et David Octavius Hill, qui l'a photographiée dans une série d'une vingtaine de calotypes primitifs, assistés par Robert Adamson.
Malgré une entrée de journal en 1846 disant qu'il y avait de nombreuses « compensations » pour les femmes non mariées, Elizabeth rencontre lors d'une exposition à la Royal Academy la même année Sir Charles Lock Eastlake, artiste, connoisseur, alors conservateur de la National Gallery de Londres, et plus tard le premier président de la Société photographique en 1853. Ils se marient en 1849 et ont un enfant l'année suivante,. Elle s'installe avec lui à Londres et le rejoint dans une vie professionnelle et sociale active, côtoyant un large éventail de personnes connues, de Lord Macaulay à Lady Lovelace en passant par Edwin Landseer, Charles Dickens et Thomas Carlyle. Son habitude des voyages continentaux se poursuit dans les années 1850 et 1860, son mari et elle parcourant plusieurs pays européens à la recherche de nouvelles acquisitions pour la galerie.
Tandis que son époux devient directeur de la National Gallery, elle participe au choix d'acquisition de certaines œuvres.
Eastlake continue à écrire de manière prolifique, contribuant à populariser l'histoire de l'art allemand en Angleterre, à la fois comme critique et comme traductrice (Kugler et Waagen).

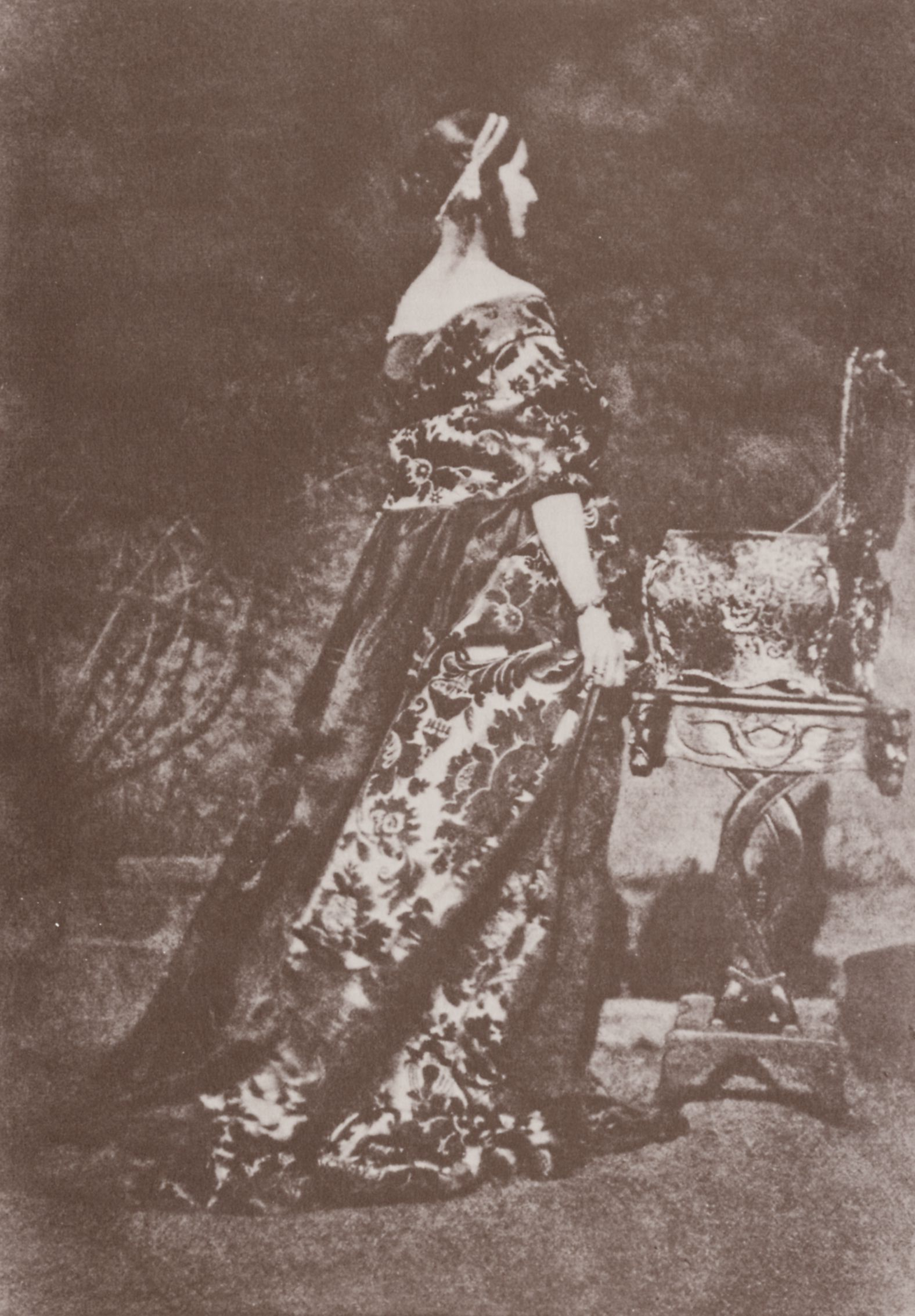
Lady Eastlake par Hill et Adamson (entre 1843 et 1847).

En 1857, elle publie anonymement dans le Quarterly Review son essai très étudié Photography, l'un des premiers commentaires sur ce sujet,, qui nie aux « œuvres de lumière » une place parmi les beaux-arts, et qui détaille son imprégnation de la culture du XIXe siècle, de ses institutions sociales et du foyer, en le déclarant « un mot de ménage et un besoin de ménage »,.
Quand Anna Brownell Jameson, importante historienne de l'art, meurt en 1860, Eastlake accepte de terminer son History of Our Lord, a study of the iconography of Christ. Selon sa biographie dans le Dictionary of Art Historians, « les débuts de l'histoire de l'art proto-féministe de Jameson sont apparus en 1864, entièrement grâce à Lady Eastlake. »
Parfois, elle collabore avec son mari, dont elle écrit les mémoires après sa mort à Pise en 1865. Elle restreint depuis son cercle social, et reste proche notamment de l'archéologue et collectionneur Austen Henry Layard. C'est lui qui lui suggère d'écrire ces mémoires, publiés en 1870.
Eastlake conserve son intérêt pour l'histoire de l'art : elle coécrit avec Harriet Grote un article dans the Quarterly Review qui propose une réforme du British Museum et effectue plusieurs voyages en Allemagne (1871) et en Italie (1877) ainsi que dans les provinces baltes et à Saint Petersboug (1878). L'art italien absorbait également son attention : Léonard de Vinci, Michel-Ange, le Titien, Raphaël et l'Allemand Dürer furent les sujets de ses Five Great Painters (« Cinq grands peintres »), principalement publiés dans l’Edinburg Review entre les années 1870 et le début des années 1880, avant d'être publiés sous forme de monographie en 1883. En 1895, son neveu Charles Eastlake Smith édita ses Letters and Correspondence (« Lettres et correspondances »), dont on sait que le premier volume au moins fut lu par le romancier anglais George Gissing.
Sa santé déclinant, Elizabeth Eastlake meurt à Londres le 1er octobre 1893, à l'âge de 83 ans. Elle est enterrée au cimetière de Kensal Green.
Selon le Dictionary of Art Historians, « Eastlake a été une pionnière de l'écriture artistique, comme plusieurs autres femmes de sa génération, Maria Callcott, Jameson, Lady Dilke et Julia Cartwright. »

## Postérité
Au XXe siècle, outre Photography, on se souvient surtout de sa critique cinglante, dans un Quarterly Review de 1848, de Jane Eyre de Charlotte Brontë, qu'elle désapprouvait fortement : elle a contesté la moralité du roman, écrivant que « la popularité de Jane Eyre est une preuve de la profondeur de l'amour illégitime dans notre nature » et le résumant par « C'est un livre très remarquable : nous n'avons aucun souvenir d'une autre personne combinant un tel pouvoir authentique avec un goût aussi horrible ».
Elle est également connue pour ses attaques contre John Ruskin, dont on suppose qu'elles sont liées à son rôle de confidente de son épouse Effie Gray, dont il est séparé. Selon l'historienne Rosemary Mitchell, cependant, son travail d'historienne de l'art et d'écrivaine était significatif et original. Mitchell considère qu'Eastlake a été un critique érudit et perspicace et Marion Lochhead considère Eastlake comme une « pionnière du journalisme féminin », tandis que Janice Schroeder dénonce ses valeurs qui soutiennent la place subalterne des femmes dans la structure de classe au sein de l'impérialisme britannique.
En 2014, Emma Thompson interprète Elizabeth Eastlake dans le film Effie Gray, dont elle a écrit le scénario.

## Œuvre
- A Residence on the Shores of the Baltic (publiée anonymement en 2 volumes à Londres : John Murray, 1841) (OCLC 315701533) (lire en ligne).
- Critique de Jane Eyre par Eizabeth Rigby (lire en ligne).
- Baltische briefe...(Leipzig : F.A. Brockhaus, 1846 lire en ligne).
- [trad. d'après Kugler] The Schools of Painting in Italy. Kugler's Handbook of Painting (series). 2 vols. Londres : Murray, 1851.
- Music et The Art of Dress, deux essais réédités d'après Quarterly Review (1852, lire en ligne).
- [trad. d'après Waagen et Graves] Treasures of Art in Great Britain: Being an Account of the Chief Collections of Paintings, Drawings, Sculptures, Illuminated Mss..., 3 vols. Londres : J. Murray, 1854.
- Supplément : Galleries and Cabinets of Art in Great Britain: Being an Account of More than Forty Collections of Paintings, Drawings, Sculptures, Mss..., Londres : J. Murray, 1857.
- Livonian Tales: The Disponent, The Wolves, The Jewess By the Author of Letters from the Baltic, New York : Harper & Brothers. 1856.
- Photography, The Quarterly Review, vol. 101, no 202 (avril 1857), p. 442-468 (lire en ligne).
- Five Great Painters: Essays Reprinted from the Edinburgh and Quarterly Reviews, 2 vols. Londres : Longmans, 1883.
- [Anna Jameson complété] The history of Our Lord as exemplified in works of art (2 vols., 1890) (lire en ligne).
- Journals and correspondence of Lady Eastlake (Londres : J. Murray, 1895, lire en ligne).